# DN19A
DN19A este un drum național din județul Satu Mare, România, care leagă localitățile Supuru de Sus și Petea (unde se trece frontiera în Ungaria), prin municipiul Satu Mare.